# 帕扎爾吉克
帕扎爾吉克 （保加利亞語：Пазарджик）是位於保加利亞西南部的一個城市。有人口81,485人。帕扎爾吉克是帕扎爾吉克州的首府所在地。市內有歷史博物館。
Theotokos的教堂保留了德巴学派的主要艺术家， 新旧旧场景的木雕 ，以及斯坦尼斯拉夫·多斯波夫斯基的图标在保加利亚最令人印象深刻的图标。 城镇的地标也是钟楼，民族志和历史博物馆。与大多数保加利亚城市一样，帕扎尔吉克已经开发了一个重要的步行中心 ，其中几个中央广场代表了欧洲咖啡馆社会和行人文化。 在保加利亚， 咖啡文化特别突出，许多市中心的广场容易提供多达六十家咖啡馆，外面座位充足。帕扎尔吉克拥有一个甚至超过保加利亚相对较高标准的步行街道（或无车区域 ）。 有更多的步行街，有一点甚至有五个不同步行街相交的路口。 其中一些不会持续很长时间，但大多数情况下，或与城市的其他行人区相连，因此可以说是形成城市的行人网络。
在温暖的季节中，本周大多数下午，特别是周末，大量的人们漫步或坐在咖啡馆。
南极 设在南岛的雪岛上的 Pazardzhik Point以帕扎尔吉克命名。 [8]
]自那时起，十年来开始增长，主要是因为农村和周边小城镇的移民，在1985 - 1992年期间超过8万人达到顶峰。 [3]此后，由于20世纪90年代保加利亚省经济状况不佳，人口开始下降，导致了向索菲亚国外和国外方向发展的新型移民。 截至2011年2月，全市人口71,979人， 帕扎季克市人口114 817人。 [1] [3] [4]

## 友好城市
- 美国威斯康星州西本德
- 俄罗斯斯塔夫罗波尔
- 俄罗斯契诃夫
- 白俄罗斯鲍里索夫